# Monolight

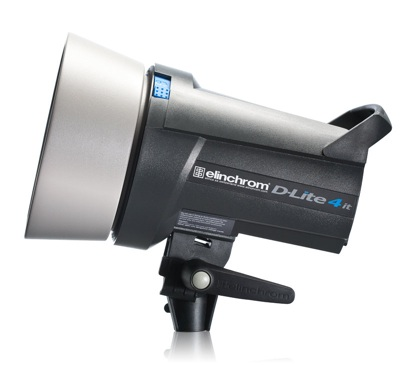
Záblesková hlava Elinchrom D-Lite 4in z boku

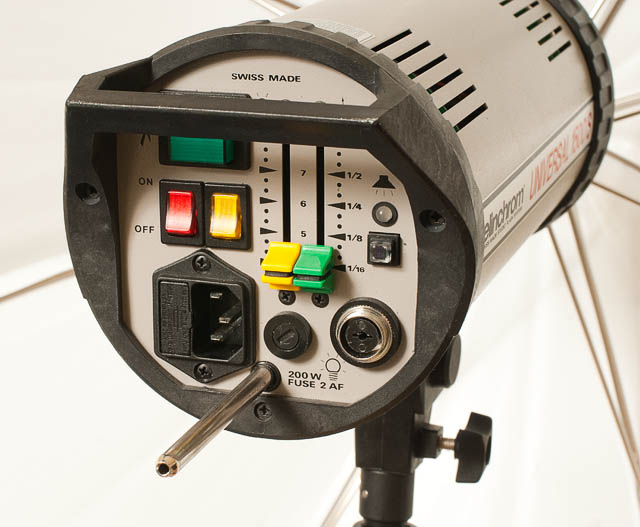
Záblesková hlava Elinchrom 1500S zezadu, dole je vidět tyčka deštníku

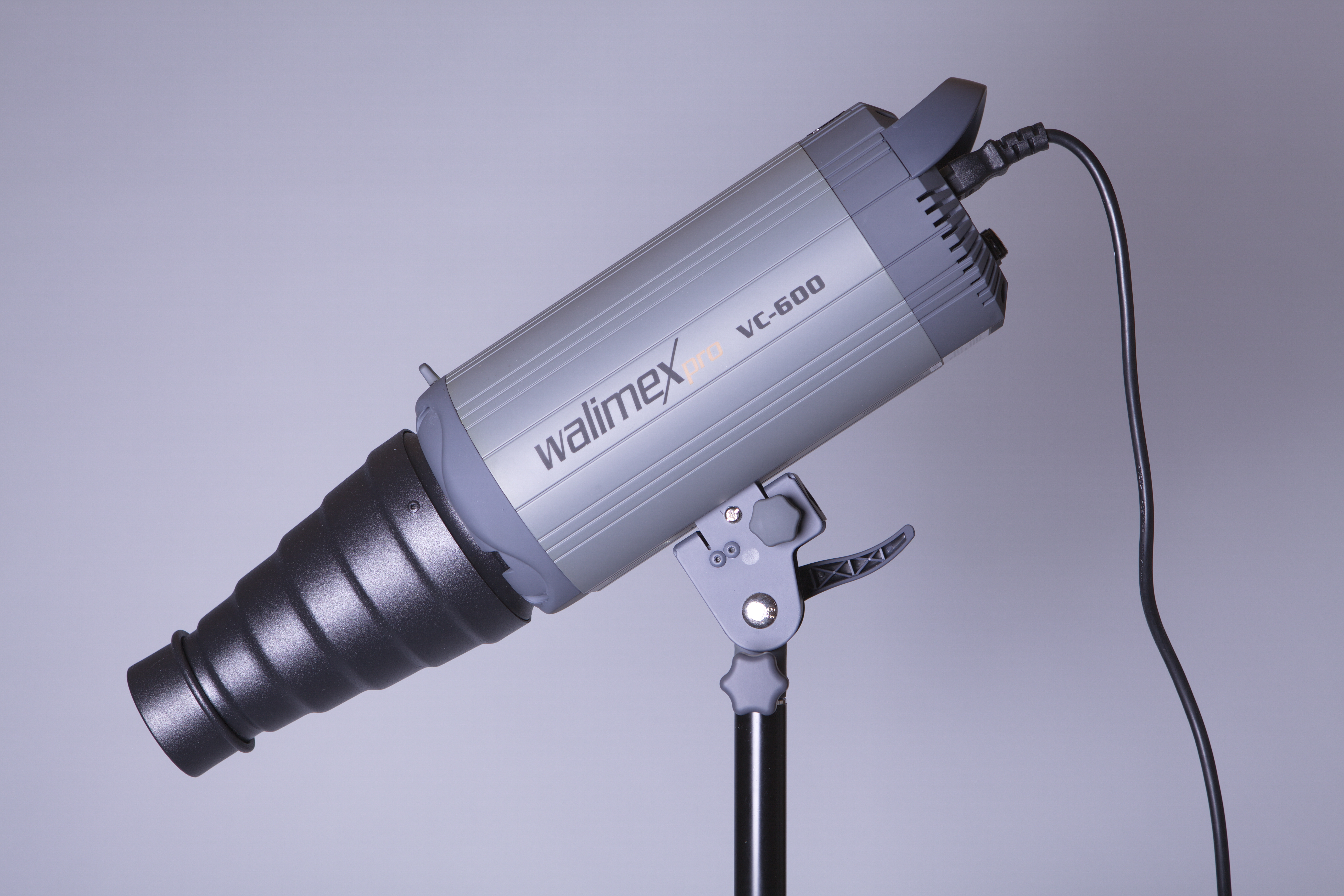
Záblesková hlava Walimex s nasazeným komínkem

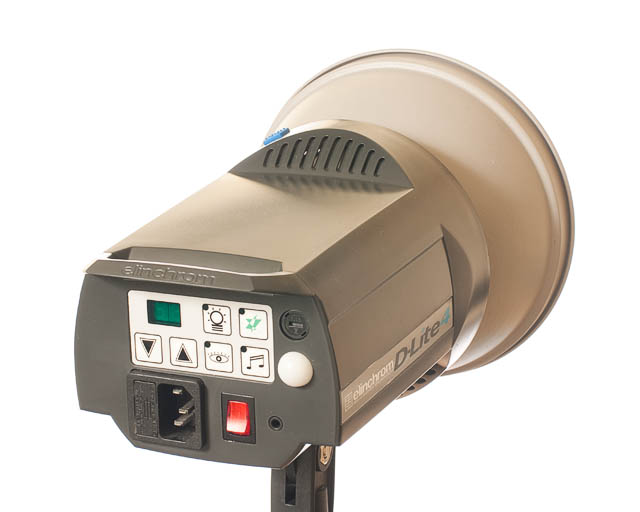
Záblesková hlava D-Lite 4 zezadu

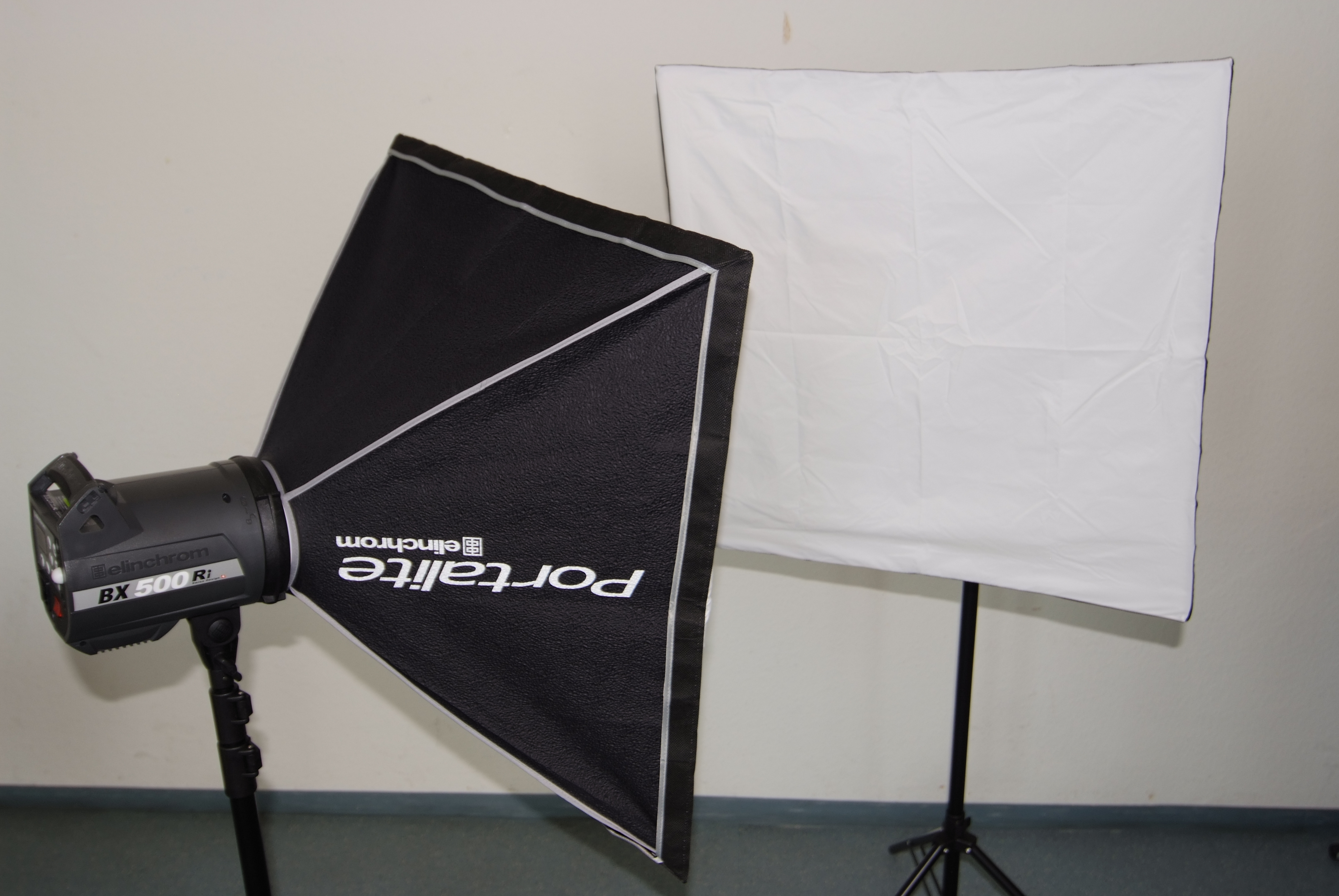
Záblesková hlava s nasazeným softboxem na stativu

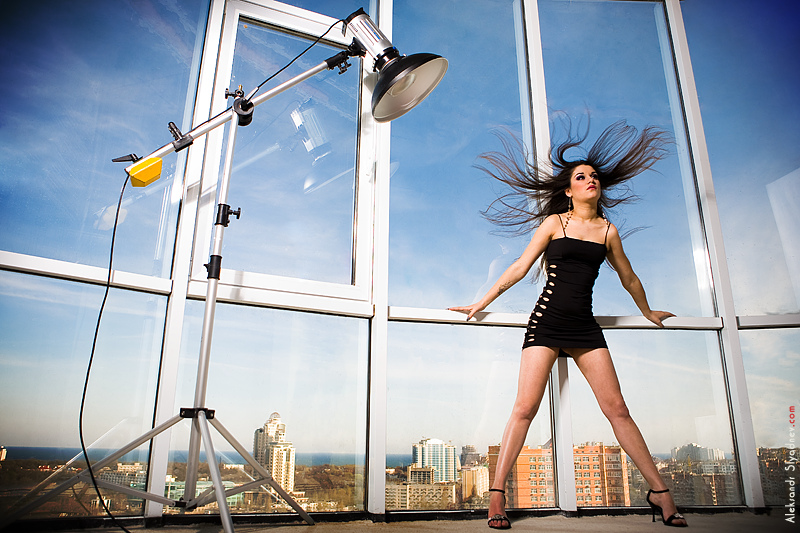
Záblesková hlava na jeřábovém stojanu vhodném pro svícení shora

Monolight, monoblok, záblesková hlava nebo studiový blesk je soběstačná záblesková osvětlovací jednotka používaná obvykle ve fotografickém studiu nebo při fotografování v exteriéru. Každá záblesková hlava má svůj vlastní nezávislý zdroj energie a nezávisí na centralizovaném napájení z bateriového generátoru jako mají systémy typu „pack and head“. Každá záblesková hlava má své vlastní nezávislé ovládání, své vlastní nastavení výkonu a druhu světla. Síla záblesku se měří převážně ve wattsekundách (Ws), což je jednotka ekvivalentní s joulem.
Tento typ studiového osvětlení obvykle využívá dvě "žárovky". První z nich - pilotní žárovka pomáhá fotografovi stanovit oblasti stínů a světel na scéně. U většiny kvalitnějších záblesků lze pilotní žárovku plynule ztlumit. Druhá je impulzní žárovka (výbojka), která se rozsvítí po stisknutí fotografické spouště. Pilotní lampa v tuto chvíli zhasne a rozsvítí se záblesková výbojka. Většina zábleskových světel na trhu poskytuje fotografovi regulaci výkonu výbojky (plynulé nebo stupňovité). Rozsah výkonu výbojky (zjednodušeně řečeno) určuje, v jakém rozsahu clony na fotoaparátu se fotograf bude moci pohybovat. Je velmi důležité, aby zábleskové světlo bylo propojeno (komunikovalo) současně s fotoaparátem. Za tímto účelem se používá speciální synchronizátor blesku nazývaný odpalovač zábleskových světel.
Pokud fotograf potřebuje fotografovat se záblesky v exteriérech bez přístupu k elektrické síti, existují i varianty zábleskových světel napájených z baterie. Jsou označovány DP-dual power, tyto světla lze využívat jak na focení v ateliérech 230V tak i pro exteriéry a napájet je pomocí přiložené baterie s vysokou kapacitou.

## Konstrukce
Jednoduchý monolight se minimálně skládá z napájecího zdroje, napájecího konektoru a výbojky. Většina však má společné funkce, jak je popsáno níže.

### Společné vlastnosti
Většina zábleskových hlav má několik společných vlastností:
- Záblesková výbojka — výbojka, která vytváří blesk.
- Pilotní žárovka — konstantní modelingové světlo, které osvětluje objekt a pomáhá fotografovi ve světelné kompozici obrazu.
- Napájecí konektor — zásuvka pro napájecí kabel.
- Vypínač - přepínač pro zapnutí a vypnutí zařízení.
- Senzor slave — čidlo, které detekuje záblesky jiných blesků a spustí blesk, jehož je součástí.
- Reflektor — zařízení, které světlo díky svému lesklému povrchu modifikuje.
- Stativový soket — nátrubek na spodní straně přístroje, který umožňuje jeho montáž na standardní světelný stativ.
- Uchycení deštníku — otvor, do kterého se vkládá fotografický deštník.

### Další funkce
Kromě funkcí uvedených výše, může mít monolight také následující vlastnosti:
- Ovládání výstupu - Umožňuje upravit intenzitu výkonu záblesku směrem nahoru nebo dolů.

- Ovládání pilotní žárovky - Umožňuje ovládat výkon pilotní žárovky a její svícení

- Automatické vybití – schopnost částečného vybití kondenzátorů pro snížení výkonu. Bez této funkce musel záblesk blýsknout, čímž se kondenzátory zcela vybily, a posléze se kondenzátory nabily na novou, nižší kapacitu.

- Indikátor nabíjení - světelné a/nebo zvukové znamení, které fotografovi sděluje, že blesk blýskl a v současné době se nabíjí.

- Dálkové ovládání - buď kabelové (přes telefonní zástrčku do kapesního ovladače) nebo bezdrátové. Dálkové ovladače umožňují uživateli nastavit světelný výkon, pilotní žárovku a podobně.

## Úvahy o kvalitě zábleskové hlavy
Monolighty jsou fotografické blesky a z tohoto důvodu jsou některé úvahy stejné jako u standardního blesku. Hlavním údajem je směrné číslo. Každý monolight má své směrné číslo určující jeho rozsah k odpovídající citlivosti filmu. Obyčejná mylná představa je, že měření ve wattsekundách je údaj o světelném výkonu. To však není, označuje míru elektrické energie. Zatímco elektrická energie využívaná bleskem je obvykle nejdůležitějším faktorem, světelný výkon ovlivňuje účinnosti trubice blesku a kondenzátoru.
Kromě výkonu se mohou ateliérové záblesky posuzovat ještě z dalších hledisek. Těmito hlavními faktory jsou: přenositelnost, konzistence, sada funkcí, ovládání blesků, dostupnost náhradních dílů a finanční náklady.

### Přenositelnost
Zábleskové hlavy jsou obvykle větší než většina blesků určených k fotoaparátům. Jejich přenositelnost se posuzuje z několika hledisek:

#### Velikost a váha
Monolighty jsou občas označovány jako monobloky vzhledem k tomu, že každý jednotlivý kontejnment obsahuje samostatné ovládání a zdroj energie. V důsledku toho monolighty obvykle váží více než blesk na fotoaparátu. Monolight se připevňuje na speciální stativ a musí být zohledněna jeho velikost a hmotnost. Velikost a hmotnost musí být zvažována u systémů „pack and head“, které obvykle obsahují o hodně těžší bateriový generátor elektrické energie.

#### Požadavky na elektrický příkon
Monobloky jsou napájeny nezávisle, proto vyžadují individuální přívody energie. Práce s nimi se stává méně praktická v situacích, kdy není snadno dostupná elektrická zásuvka nebo jiný zdroj energie (akumulátor a podobně). Dodávají se ve výkonech od 40Ws do 1000Ws. Studiové blesky od výkonu 100Ws mají možnost regulace výkonu záblesků (1/1 až 1/8, 1/16 nebo 1/32).

### Synchronizace

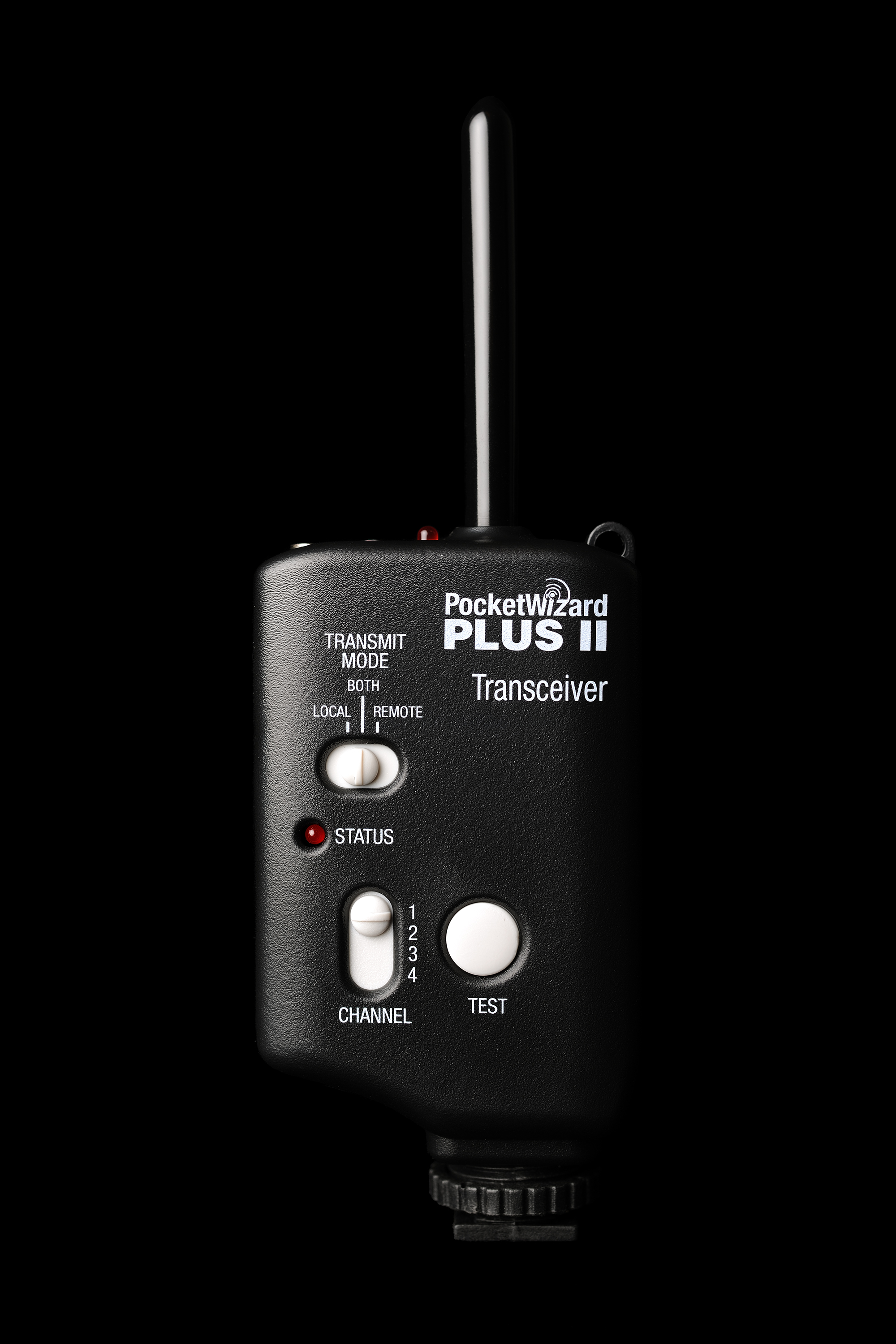
Rádiové ovládání záblesků PocketWizard

Pro odpalování studiového blesku (synchronizaci) je možné použít synchronizační kabel nebo bezdrátový odpalovač. Použití synchronizačního kabelu vyžaduje, aby zařízení bylo vybaveno synchronizačním terminálem s konektorem. Nejčastěji používanou synchronizací je pomocí takzvaného konektoru "PC", který kdysi byl na všech jednookých zrcadlovkách a profesionálním vybavení. V moderní době se vyskytuje na profesionálních digitálních zařízení, jako je například Nikon D200 nebo D300. Synchronizační kabel obvykle obsahuje různé konektory na každém konci: konektor PC pro připojení fotoaparátu a konektor pro generátor blesku. Synchronizační kabel je jednoduché řešení, které funguje se všemi standardními blesky. Umožňuje spouštět také záblesky, které jsou zakryté dekorativními prvky nebo jinými předměty, a které by nemusely reagovat na jiný způsob odpálení, například bleskem. Hlavní nevýhodou je přítomnost kabelu od fotoaparátu k blesku, což může být nepříjemné, pokud se světelnými zdroji často manipuluje.
Místo kabelu lze k odpálení použít také bezdrátový signál. Většina moderních studiových blesků obsahuje čidlo, které reaguje na jiný záblesk a tím se synchronizuje jejich odpálení - toto umožňuje například při použití více světel použít pouze jeden odpalovač (přijímač a vysílač). Některé značky nabízejí infračervený vysílač, který se připojuje k sáňkám na fotoaparátu. Spouští se pak záblesky, které mají infračervený přijímač signálu. Platí, že vysílač a studiový blesk musí být mezi sebou kompatibilní. Dalším typem jsou rádiové vysílače / přijímače pracující na stejném principu. Vysílací modul se umísťuje na sáňky fotoaparátu a přijímací modul spustí záblesk. Rozsah takového systému je větší (až na desítky metrů). Většina studiových blesků obsahuje čidlo citlivé na světelný záblesk, které funguje jako spoušť. Když bleskne první blesk, další se spustí okamžitě. Studiová záblesky tak mohou být spouštěny pomocí vestavěného blesku na fotoaparátu, ale musí být nastavena dostatečně nízká intenzita, aby nedocházelo ke světelnému konfliktu ve snímané scéně, ale zároveň musí být dostatečně silný, aby záblesky odpálil.

### Konzistence
Konzistence zábleskových světel se posuzuje podle světelného výkonu jednotek od záblesku k záblesku. Dobrý monolight se bude mezi jednotlivými záblesky jen velmi málo. Monolighty, které se značně liší (o více než 1/5 na clonové číslo), se označují jako nekonzistentní. Nekonzistentní monolighty vzhledem k proměnným světelným výkonům prakticky neumožňují vypočítat odpovídající clonu.
Vzhledem k tomu, že monobloky často mění kapacitu náboje kondenzátoru v důsledku změny světelného výkonu, může nižší napětí v zábleskové výbojce ovlivnit barevnou teplotu blesku. Některé jednotky mají elektroniku pro kompenzaci a prostřednictvím výkonového rozsahu udržují stabilní barevnou teplotu.

### Funkce
Funkční vlastnosti zábleskové hlavy z ní činí více univerzální nástroj, ale platí, že čím více funkcí, tím také dražší. Dobrý monoblok obecně má všechny vlastnosti uvedené výše v odstavci "Společné vlastnosti".

### Dostupnost příslušenství a dílů
Musí se svažovat také dostupnost náhradních dílů a příslušenství pro studiové záblesky. Monobloky mainstreamových společností mají obecně vyšší dostupnost dílů a příslušenství na více místech, než méně frekventované značky. To je důležité hledisko při používání monolightů při práci v terénu na různých místech ().

## Galerie

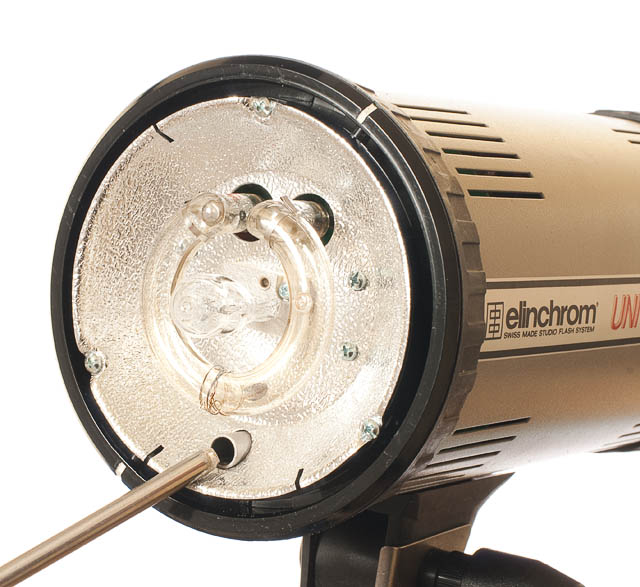
Držák deštníku prochází zábleskovou hlavou, pohled zepředu
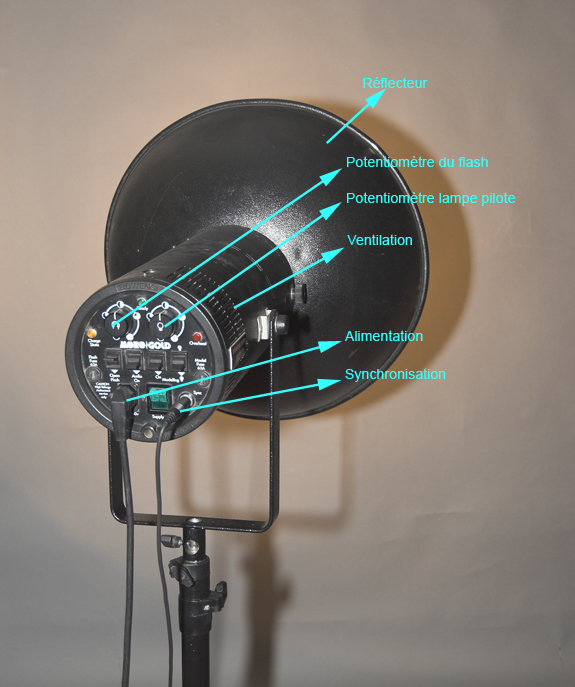
Popis zábleskové hlavy (francouzsky)
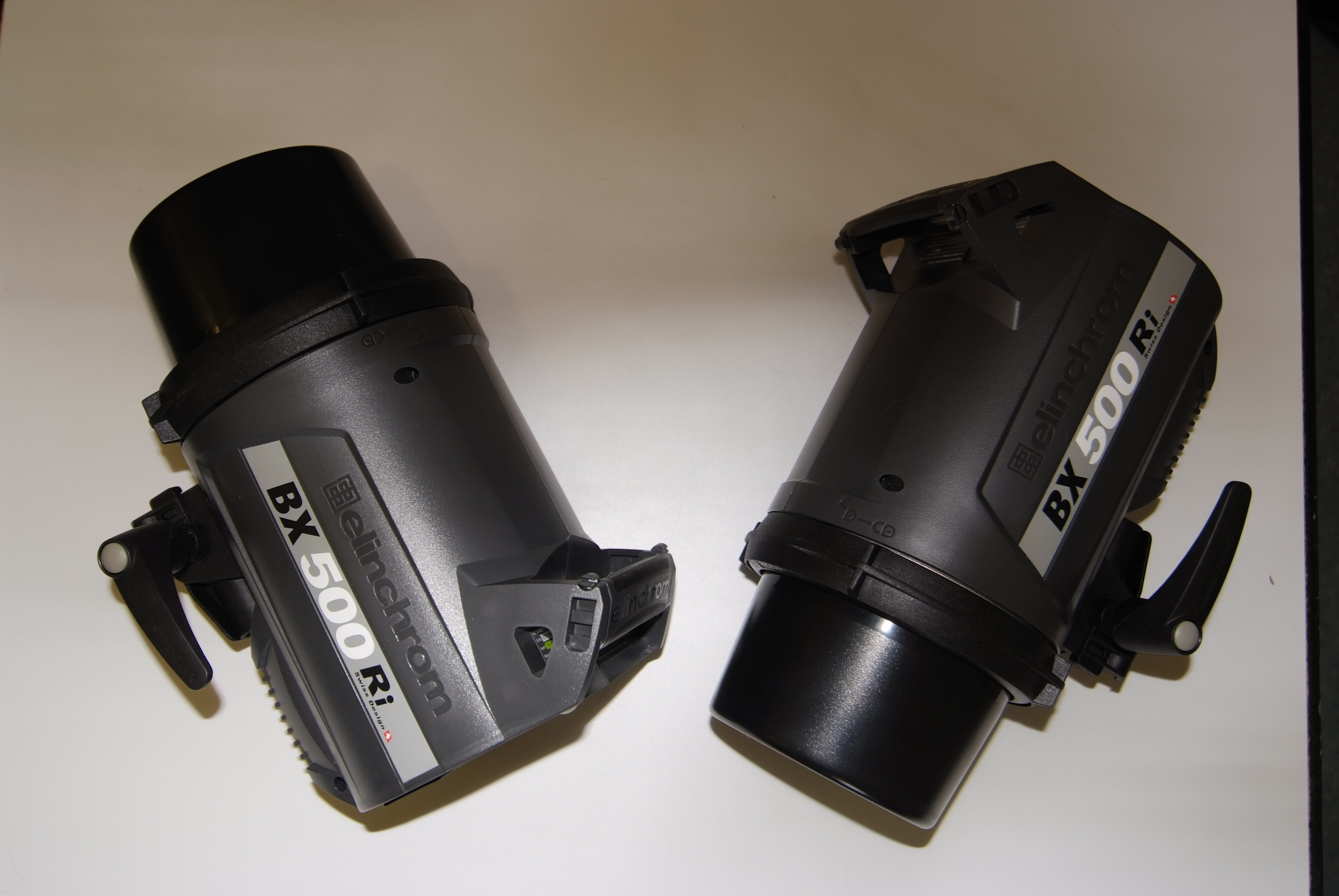
Dvě hlavy Elinchrom
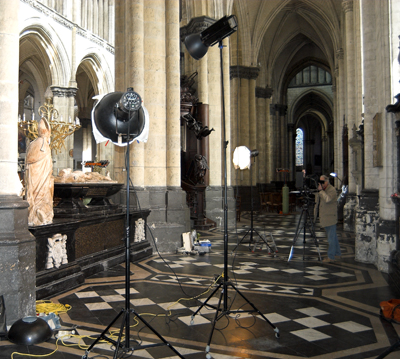
Práce se záblesky v interiéru kostela
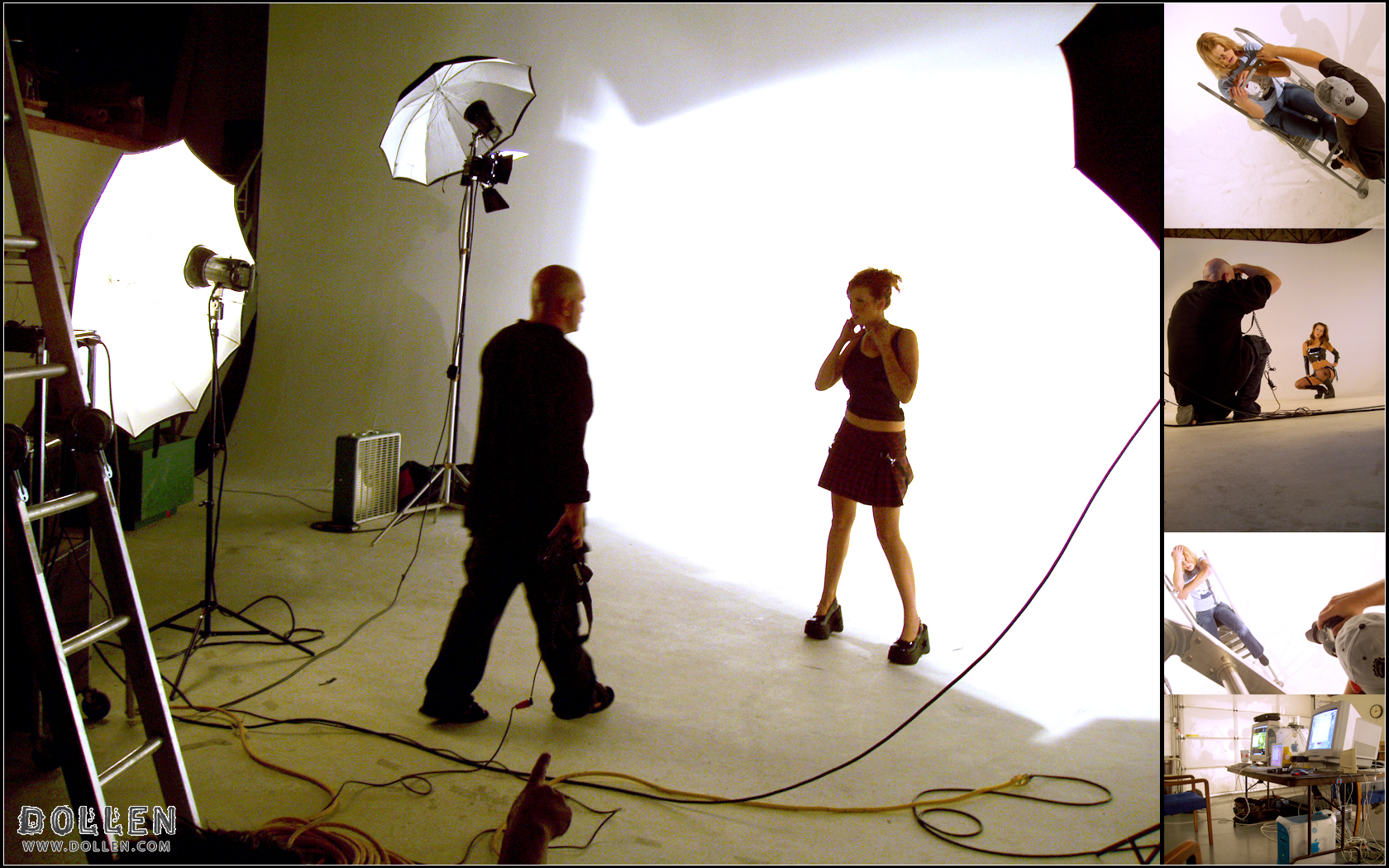
Pohled na vybavení portrétního ateliéru, vlevo dvě zábleskové hlavy s fotografickými deštníky

## Alternativy
Chce-li fotograf ušetřit, může si pořídit namísto zábleskové hlavy systémové blesky externí. Mezi značky vyrábějící systémové blesky patří Canon (například model Canon Speedlite 430EX II), Metz, Nissin ale například i čínské Yongnuo. Při použití neoriginálních blesků se však fotograf vystavuje riziku, že blesk nebude plně spolupracovat s tělem fotoaparátu, ať už jde o TTL informace, informace o zoomování hlavy či o AF paprsek. Velmi často se však používají tyto blesky jako alternativa pro studiové záblesky, kde jejich vysoký výkon a manuální mód dokáží velice dobře suplovat drahé a rozměrné studiové záblesky.